# Агеев, Василий Сергеевич
Васи́лий Серге́евич Аге́ев (1 марта 1925 — 5 марта 2002) — участник Великой Отечественной войны (командир орудия 171-го истребительно-противотанкового артиллерийского полка 18-й истребительно-противотанковой артиллерийской бригады 60-й армии 4-го Украинского фронта, сержант), Герой Советского Союза (1945), полковник.

## Биография
Родился 1 марта 1925 года в посёлке Захаровка Кондольского района Пензенской области в семье крестьянина. Русский. Образование неполное среднее. Работал в колхозе «Свободный труд».
В январе 1943 года призван в ряды Красной Армии. В боях Великой Отечественной войны с 1943 года. Воевал на Ленинградском, 2-м Прибалтийском, 1-м Украинском и 4-м Украинском фронтах.
Член ВКП(б)/КПСС с 1944 года.
10 марта 1944 года в боях в районе деревни Погорелки при прорыве обороны противника его оружие разбило дзот и две пулемётные точки противника. Впоследствии, во время десантной операции совместно с танками он уничтожил 30 солдат и офицеров противника.
21 августа 1944 года в районе Айвиэксте, где противник силою до 100 человек, при поддержке трёх танков шёл в контратаку на его орудие, В. С. Агеев из орудия подбил танк, и из пулемёта уничтожил 20 человек, отбив, одну за другой, две контратаки противника.
23 января 1945 года в районе Комбри противник оказывал жестокое сопротивление и в течение дня обрушивался с контратаками на передний край советской обороны. В. С. Агеев своим орудием прямой наводкой отбил четыре контратаки и уничтожил до 15 солдат, а также подбил 2 танка противника.
19 марта 1945 года в районе станции Россельвитц (Верхняя Силезия) В. С. Агеев из своего орудия уничтожил до 40 солдат, 2 бронетранспортёра и одно самоходное орудие. 16 апреля 1945 года в районе высоты 314 (Чехословакия) он под сильным оружейно-пулемётным огнём противника в упор расстреливал пулемётные точки врага. Уничтожив три пулемёта, он был сам тяжело ранен. Будучи раненым, В. С. Агеев упал за пулемёт и уничтожи из него до двадцати солдат и офицеров противника. Всего на счету бойца — 125 убитых солдат и офицеров. Кроме того, им подбито три танка и самоходных орудий, два бронетранспортёра, уничтожено пять пулемётов.
Указом Президиума Верховного Совета СССР от 29 июня 1945 года «за образцовое выполнение боевых заданий командования и проявленные при этом мужество и героизм» сержанту Агееву Василию Сергеевичу присвоено звание Героя Советского Союза с вручением ордена Ленина и медали «Золотая Звезда» (№ 8828).
После окончания Великой Отечественной войны продолжил службу в армии. В 1949 году окончил Киевское танково-техническое училище. До 1953 года старший лейтенант В. С. Агеев служил в советской группе войск в Германии, в должности заместителя командира роты. С 1953 по 1957 год проходил службу в Белорусском военном округе на разных должностях в звании капитана.
В 1958 году окончил Львовские курсы по подготовке политсостава. С 1958 по 1964 год В. С. Агеев вновь служил в группе советских войск в Германии в должности заместителя командира части, но уже в звании майора. С 1964 по 1969 год В. С. Агеев служил в Прибалтийском военном округе — в должности заместителя командира части (в звании подполковника).
С 1969 года полковник В. С. Агеев — в отставке. С ноября 1969 года по июнь 1990 года работал техником Полтавской экспедиции по геофизическим исследованиям и скважинам. Жил в Полтаве.
Умер 5 марта 2002 года.

## Награды
- Медаль «Золотая Звезда» Героя Советского Союза
- Орден Ленина
- Орден Отечественной войны I степени
- Орден Красной Звезды
- Орден Славы III степени
- Две медали «За отвагу»
- Другие медали

## Память
- Похоронен в Полтаве на Центральном кладбище